# Unione Sportiva Libertas Rimini 1936-1937
Questa voce raccoglie le informazioni riguardanti l'Unione Sportiva Libertas Rimini nelle competizioni ufficiali della stagione 1936-1937.

## Rosa
| N. |                   | Ruolo | Calciatore         |
| -- | ----------------- | ----- | ------------------ |
|    | Italia (bandiera) | C     | Corrado Arduini    |
|    | Italia (bandiera) | D     | Delio Betti        |
|    | Italia (bandiera) | C     | Calliope Bianchi   |
|    | Italia (bandiera) | C     | Dino Bovoli        |
|    | Italia (bandiera) | C     | Mario Bruno        |
|    | Italia (bandiera) | D     | Angelo Bullini     |
|    | Italia (bandiera) | A     | Natale Compagnoni  |
|    | Italia (bandiera) | D     | Benedetto Del Re   |
|    | Italia (bandiera) | A     | Fausto Del Zoppo   |
|    | Italia (bandiera) | P     | Corrado Giovannini |

| N. |                   | Ruolo | Calciatore          |
| -- | ----------------- | ----- | ------------------- |
|    | Italia (bandiera) | C     | Giovanni Grossi     |
|    | Italia (bandiera) | C     | Giovacchino Migani  |
|    | Italia (bandiera) | A     | Walter Montanari    |
|    | Italia (bandiera) | P     | Armando Morri       |
|    | Italia (bandiera) | D     | Giuseppe Pattarello |
|    | Italia (bandiera) | C     | Righi               |
|    | Italia (bandiera) | A     | Mario Sangiorgi     |
|    | Italia (bandiera) | C     | Ermenegildo Soci    |
|    | Italia (bandiera) | A     | Francesco Zangheri  |
|    | Italia (bandiera) | P     | Mario Zanni         |